# Reggie Bush
Reggie Bush (Spring Valley, 2 maart 1985) is een voormalig Amerikaans American football-running back. Bush studeerde aan de universiteit van Southern California waar hij in 2005 de Heismantrofee won (deze is in 2010 weer ingenomen vanwege het Bush-schandaal). Bush werd in 2006 als tweede gekozen in de draft.

## Jeugd
Bush werd in 1985 geboren in Spring Valley, Californië. Hij werd vernoemd naar zijn biologische vader, Reginald Alfred Bush, Sr. Bush speelde running back voor de Helix-middelbare school in La Mesa, Californië. Hij speelde daar samen met toekomstig NFL-quarterback Alex Smith. Tijdens zijn middelbareschooltijd won Bush de prestigieuze Silver Pigskin-trofee. Smith en Bush waren in 2004 beiden finalist voor de Heismantrofee, dit was voor het eerst in de historie dat twee voormalig middelbareschoolteamgenoten beiden finalist waren voor de Heismantrofee.
Bush werd door scoutingsites gezien als een five-star rekruut, Bush stond genoteerd als de nummer 1-running back in het land en werd gezien als toekomstig uitblinker op college football-niveau.

## Universitaire carrière
Bush studeerde aan de universiteit van South California waar hij van 2003 tot 2005 football speelde voor de USC Trojans. Bush werd op verschillende manieren gebruikt door coach Pete Carroll omdat hij zo snel en wendbaar was, Bush werd gebruikt als Running back, Wide receiver, Punt returner en Kick returner.
Bush had een zeer goed eerste seizoen en werd geselecteerd als first-team Freshman All-American.
In 2004 waren Bush en voormalig teamgenoot Alex Smith beide finalist voor de Heisman. Dit was voor het eerst in middelbare school historie dat twee voormalig teamgenoten finalist waren voor de trofee. Bush eindigde als vijfde in de Heisman verkiezing. Ook was Bush een finalist voor de Walter Camp Player of the Year Award. Hij eindigde als tweede in het team met 143 pogingen die 908 yards opleverden (6.3 avg) en zes touchdowns ook voegde hij daar 509 receiving yards en zeven touchdowns aan toe, hij deed dit met 43 gevangen ballen (11.8 avg). Bush had ook 21 kickoff returns waarmee hij 537 yards verzamelde (25.6 avg) en 24 punt returns die 376 yards opleverden (15.7 avg) ook scoorde hij daarmee een aantal touchdowns. Hij werd de eerste Trojan sinds Marcus Allen die leider was in de Pac-10 als het ging om all-purpose yardage, Bush verzamelde in totaal 2,330 yards. ook gooide hij een touchdown pass van 52-yards.
In 2005 werd Bush unaniem verkozen tot first-team All-American en was hij de winnaar van de Heisman Trophy. Ook werd hij verkozen tot Associated Press College Football Speler van het jaar, hij won de Washington, D.C. Offensieve speler van het jaar trofee, en de Touchdown Club of Columbus (Ohio) Speler van het jaar. Bush won ook nog eens de Walter Camp trofee en de Doak Walker Award die wordt uitgereikt aan de beste running back van het land. Hij leidde het land met een gemiddelde van 222.3 all-purpose yards per wedstrijd en eindigde als vierde in de NCAA Division I-A ranglijst met een gemiddelde van 133.85 rushing yards per wedstrijd. Op 19 november 2005 zette hij een Pac-10 record voor all-purpose yards in een wedstrijd, met 513 (294 rushing, 68 receiving, 151 return) tegen de Fresno State Bulldogs. Bush werd ook bekend door de "Bush Push," die plaatsvond tijdens een wedstrijdwinnende serie waarin Bush, quarterback Matt Leinart over de doellijn duwde. Hierdoor wonnen de Trojans de wedstrijd tegen de Notre Dame Fighting Irish. Dit leidde later tot veel controverse, omdat deze "Push" eigenlijk verboden is maar de scheidsrechters dit over het hoofd hadden gezien. Bush leidde de Trojans dat seizoen met 1,740 yards, dit deed hij in 200 pogingen (8.7 avg); ook scoorde hij zestien touchdowns.
Bush startte maar in veertien van de 39 wedstrijden die hij speelde. Echter eindigde hij als nummer 10 op de NCAA career all-purpose yards lijst met 6,541 behaalde yards. Bush verzamelde in zijn universitaire carrière 3,169 rushing yards en 25 touchdowns; dit deed hij in 433 pogingen (7.3 avg). Ook had hij 1,301 receiving yards en dertien touchdowns nadat hij de bal 95 keer ving (13.7 avg). Bush had 67 kickoff-returns die resulteerden in 1,522 yards en een touchdown, hij voegde daar ook nog eens 559 yards en drie touchdowns aan toe met 44 punt returns (12.7 avg).

### Universitaire statistieken
|                |                |    | Rushing | Rushing | Rushing | Rushing | Receiving | Receiving | Receiving | Receiving | Kick Ret | Kick Ret | Kick Ret | Kick Ret | Punt Ret | Punt Ret | Punt Ret | Punt Ret |
| Year           | Team           | GP | Att     | Yards   | Avg     | TDs     | Rec       | Yards     | Avg       | TDs       | Ret      | Yds      | Avg      | TDs      | Ret      | Yds      | Avg      | TDs      |
| -------------- | -------------- | -- | ------- | ------- | ------- | ------- | --------- | --------- | --------- | --------- | -------- | -------- | -------- | -------- | -------- | -------- | -------- | -------- |
| 2003           | USC            | 13 | 90      | 521     | 5.8     | 3       | 15        | 314       | 20.9      | 4         | 18       | 492      | 27.3     | 1        | 2        | 4        | 2.0      | 0        |
| 2004           | USC            | 13 | 143     | 908     | 6.3     | 6       | 43        | 509       | 11.8      | 7         | 21       | 537      | 25.6     | 0        | 24       | 376      | 15.7     | 2        |
| 2005           | USC            | 13 | 200     | 1,740   | 8.7     | 16      | 37        | 478       | 12.9      | 2         | 28       | 493      | 17.6     | 0        | 18       | 179      | 9.9      | 1        |
| College Totals | College Totals | 39 | 433     | 3,169   | 7.3     | 25      | 95        | 1,301     | 13.7      | 13        | 67       | 1522     | 22.7     | 1        | 44       | 559      | 12.7     | 3        |

Source:

### NCAA-onderzoek en Bush-schandaal
In 2006 kwamen er berichten naar buiten dat Bush' familie giften had ontvangen die in strijd waren met de NCAA-regels. Later bleek dat manager Lloyd Lake, Bush' familie meer dan $290,000 dollar in goederen had gegeven. Bush' familie had twee nieuwe auto's, een gehuurde villa en nog meer giften ontvangen van Lake. In ruil daarvoor zou Lake de manager van Reggie worden, maar nadat Bush een nieuwe manager had benoemd klaagde Lake de familie aan. Lake gaf ook aan dat hij zou meewerken aan het onderzoek van de NCAA.
Op 10 juni 2010, toen Bush al actief was in de NFL, kondigde de NCAA aan dat er grote sancties werden toegepast op het football-team van USC. Uit het onderzoek van de NCAA bleek dat Bush en zijn familie verschillende giften hadden ontvangen van Lake en diens zakenpartner, Michael Michaels. Dit vond plaats vanaf december 2004 tot aan het einde van Bush' universitaire carrière. Als resultaat van het onderzoek kreeg USC verschillende straffen, zoals het inleveren van hun laatste twee winsten uit het 2004-seizoen – inclusief het nationale kampioenschap. Ook werden alle gewonnen wedstrijden uit het 2005-seizoen tenietgedaan en niet meer erkend. De Trojans werden ook verbannen van bekerwedstrijden in het seizoen 2010 en 2011. Ze moesten tevens 30 studiebeurzen, verdeeld over drie jaar inleveren waardoor ze met een spelerstekort kwamen te zitten. Running back coach Todd McNair werd het rekruteren van nieuwe spelers verboden nadat de NCAA erachterkwam dat hij wist van de overtredingen van Bush maar niets had gemeld. McNair klaagde vervolgens de NCAA aan voor het vernietigen van zijn imago en het zorgen voor zijn ontslag. De NCAA verloor deze zaak en McNair kon weer op zoek naar werk. De rechter vond echter wel dat McNair te "laks" was geweest in het afhandelen van de situatie. De NCAA legde USC ook een straf op dat ze alles wat met Bush te maken had van hun campus moesten verwijderen en zich zo permanent van Bush moesten distantiëren, ook mocht Bush zich niet meer vertonen op het campus van USC. Later bleek dat Bush zijn Heismantrofee weer moest inleveren. Dit heeft hij na de oproep gedaan.

## Professionele carrière
Bush werd in 2006 als tweede gekozen door de New Orleans Saints. Vele mensen zagen Bush als de nieuwe Barry Sanders waardoor er veel hype ontstond over Bush' carrière. De verwachtingen rond Bush' eerste seizoen waren gigantisch omdat hij de hoogst geselecteerde running back was in de laatste 10 jaar.
Bush eerste seizoen verliep redelijk goed, hij rushte voor 556 yards en scoorde in totaal 8 touchdowns. Bush werd in New Orleans gebruikt als manusje van alles, hij werd gebruikt als Running back, Wide receiver, Punt returner en Kick returner.
In 2009 won Bush met de Saints Super Bowl XLIV. Bush had 5 rushes die 25 yards opleverden, hij scoorde geen touchdown.
In 2011 was Bush betrokken bij een ruil-deal tussen de New Orleans Saints en de Miami Dolphins. Bush speelde uiteindelijk 2 seizoenen voor de Dolphins. In 2012 had hij een 1,000 yard rushing seizoen.
In 2013 tekende hij een vier-jarig contract bij de Detroit Lions waarmee hij 16 miljoen dollar zou gaan verdienen. In zijn eerste jaar in Detroit had Bush een 1,000 yard rushing seizoen. Zijn tweede jaar verliep moeizamer, Bush kreeg te maken met een nieuwe coach en werd veel minder gebruikt dan het jaar daarvoor. In 2014 werd Bush' contract ontbonden omdat de coach een jongere en goedkopere running back wilde gebruiken.
In 2015 tekende hij een een-jarig contract bij de San Francisco 49ers. Bush speelde weinig en raakte snel geblesseerd nadat hij zijn meniscus scheurde. Bush' contract werd na het seizoen niet verlengd
In 2016 tekende Bush een een-jarig contract bij de Buffalo Bills. Bush eindigde het seizoen met 7 gevangen passes die 90 yards opleverden. Bush zette tevens een negatief rushing record, hij was de eerste speler in de NFL die met meer dan 10 pogingen een negatieve statistiek had opgebouwd, Bush had in 12 pogingen -3 yards verzameld. Hij werd de eerste speler in NFL historie die dit voor elkaar kreeg.
Bush gaf in 2017 aan nog wel te willen spelen, maar kreeg geen contract meer aangeboden van een club. Op 14 december 2017 maakte Bush bekend met pensioen te gaan.

## Privéleven
Toen Bush studeerde aan USC, had hij een relatie met WWE Diva Eve Torres. Bush had daarna een knipperlichtrelatie met Kim Kardashian. Ze leerden elkaar kennen nadat Matt Leinart hun aan elkaar voorstelde tijdens de ESPY Awards in 2007. Ze hadden van 2007 tot 2010 een relatie
Bush leerde in 2011 de Armeense danseres Lilit Avagyan kennen. In 2013 werden ze ouders van een dochtertje Briseis. Bush en Avagyan trouwden op 12 juli 2014 in San Diego, California. Op 12 juli 2015 werden ze voor de tweede keer ouders van een zoon genaamd Uriah. Op 2 september 2017 werd hun derde kind geboren, een zoon genaamd Agyemang.